# レン・クライス
レン・クライス（Ren Klyce）は、アメリカ合衆国のレコーディング・エンジニアである。デヴィッド・フィンチャー監督作品には『セブン』以降の全作品に参加している。アカデミー録音賞には4回、音響編集賞には3回ノミネートされている。

## 受賞とノミネート
| 賞               | 年   | 部門       | 作品名                          | 結果       |
| ---------------- | ---- | ---------- | ------------------------------- | ---------- |
| アカデミー賞     | 1999 | 音響編集賞 | ファイト・クラブ                | ノミネート |
| アカデミー賞     | 2008 | 録音賞     | ベンジャミン・バトン 数奇な人生 | ノミネート |
| アカデミー賞     | 2010 | 録音賞     | ソーシャル・ネットワーク        | ノミネート |
| アカデミー賞     | 2011 | 録音賞     | ドラゴン・タトゥーの女          | ノミネート |
| アカデミー賞     | 2011 | 音響編集賞 | ドラゴン・タトゥーの女          | ノミネート |
| アカデミー賞     | 2017 | 録音賞     | スター・ウォーズ/最後のジェダイ | ノミネート |
| アカデミー賞     | 2017 | 音響編集賞 | スター・ウォーズ/最後のジェダイ | ノミネート |
| アカデミー賞     | 2020 | 音響賞     | Mank/マンク                     | ノミネート |
| アカデミー賞     | 2020 | 音響賞     | ソウルフル・ワールド            | ノミネート |
| 英国アカデミー賞 | 2017 | 音響賞     | スター・ウォーズ/最後のジェダイ | ノミネート |
| 英国アカデミー賞 | 2020 | 音響賞     | ソウルフル・ワールド            | ノミネート |